# Ilse Broeders
Ilse Broeders (Loon op Zand, 4 juli 1977) is een Nederlandse bobsleester.
Ilse Broeders is actief in de bobsleesport sinds 1998 en nam actief deel aan internationale wedstrijden vanaf 1999. Ze is een stuurder in een tweemansbob en maakt haar afdaling doorgaans met Jeannette Pennings.
Tijdens de Olympische Winterspelen 2002 in Salt Lake City deden Broeders en Pennings voor het eerst mee aan de Olympische Spelen. Ondanks dat ze vooraf getipt werden als outsiders voor een medaille konden ze hier niet aan voldoen. In het seizoen 2005/2006 kwalificeerde Nederland zich al snel met twee vrouwenbobs voor de Olympische Winterspelen 2006 in Turijn.
De samenstelling van de bobs was echter nog niet bekend. Ilse Broeders en Eline Jurg waren de enige stuurders en dus verzekerd van een plaatsje in een bob. Om te bepalen welke remmers er mee zouden gaan, werd er in januari 2006 een startwedstrijd georganiseerd in het Duitse Oberhof. Christel Bertens werd het grootste slachtoffer. De vaste remster van Eline Jurg eindigde als vierde achter Jeannette Pennings, Kitty van Haperen en Urta Rozenstruik.
Broeders vormde in Turijn een duo met Pennings en Jurg ging aan de slag met Van Haperen. Rozenstruik kon vanaf de zijlijn slechts toekijken. In de eerste run mochten Broeders/Pennings als eerste Nederlandse bob van start, maar kwamen al in het bovenste gedeelte van de baan in de problemen. Een harde crash was het gevolg, waarne de bob over de kop over de baan naar beneden gleed. De dames mankeerden lichamelijk niets, maar waren geestelijk dusdanig van slag dat de overige runs niet aan de start werd verschenen. Mede door de crash werden Jurg/Van Haperen uit hun concentratie gehaald, waardoor de prestaties ietwat tegenvielen. Een top zes notering was vooraf het doel, uiteindelijk werd dit na vier runs een elfde plaats.